# Alansmia xanthotrichia
Alansmia xanthotrichia là một loài dương xỉ trong họ Polypodiaceae. Loài này được Klotzsch Moguel & M. Kessler mô tả khoa học đầu tiên năm 2011.